# 누키
누키(1995년 10월 24일 ~ )는 대한민국의 DJ, 음악 프로듀서다.

## 방송
- WET! (2023)

## 공연
- 2023 월드 디제이 페스티벌 - 과천 (2023)

## 작곡
- ANOMY <Fatalite (Nuki Remix)> (2021) - 작곡/편곡
- GUILTY PLEASURE <BOYS WITH BASS (Nuki Remix)> (2024) - 작곡/편곡